# E/S Nova
E/S Nova är en batteridriven bärplansbåt med katamaranskrov för passagerartrafik av typ Candela P-12 Shuttle, som utvecklats av Candela Technology i Stockholm.
Candela Technology lanserade 2022 den 8,5 meter långa batteridrivna bärplansbåten Candela C-8 för fritidsbruk. Candela P-12 är en vidareutveckling av samma konstruktionskoncept för passagerartrafik. Den är tolv meter lång och har bärplan i form av tre kolfibervingar med datorstyrd aktiv elektronisk stabilisering. Framdrift sker med två roderpropellrar, som är monterade på de två bakre bärplanen. Marschfarten är 25 knop.

## Provtrafik som pendelbåt i Stockholm
E/S Nova är det första fartyget av fartygstypen. Provtrafik med Nova i passagerartrafik påbörjades den 29 oktober 2024 på Storstockholms Lokaltrafiks pendelbåtslinje 89 (Ekerölinjen) mellan Tappström på Ekerö samt Klara Mälarstrand i Stockholm, och avses pågå under isfria perioder vintersäsongen 2024/2025, för att därefter fortsätta under våren och sommaren 2025. Projektet genomförs av Trafikverket, Candela Technology, Blidösundsbolaget och Region Stockholm.
Fartyget är mest energieffektivt i hastigheter över 15 knop. Eftersom ett fartyg på bärplan ger mindre svall än vanliga fartyg, har dispens getts från gällande fartbegränsning på 12 knop i det aktuella farvattnet, och fartyget får köra i 18 knop (33 kilometer i timmen). Pendlingsresan är därmed 35 minuter, jämfört med 55 minuter för linjens konventionella passagerarfartyg.
E/S Nova uppges vara världens första elektriska bärplansbåt i linjetrafik.

## Bildgalleri

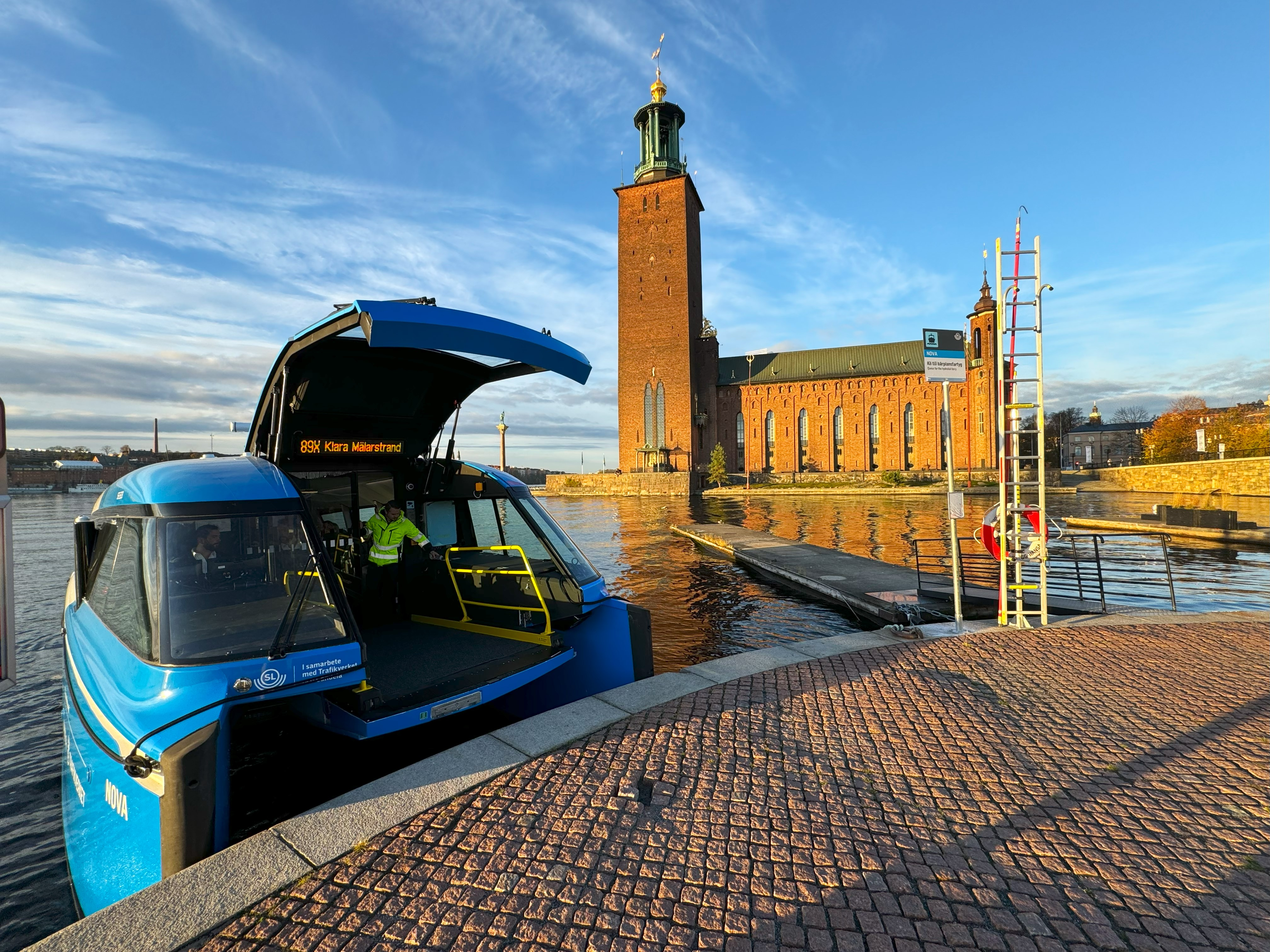
E/S Nova redo att embarkera vid Klara Mälarstrand efter sin premiärtur från Tappström på Ekerö den 29 oktober 2024. I bakgrunden Stockholms stadshus.
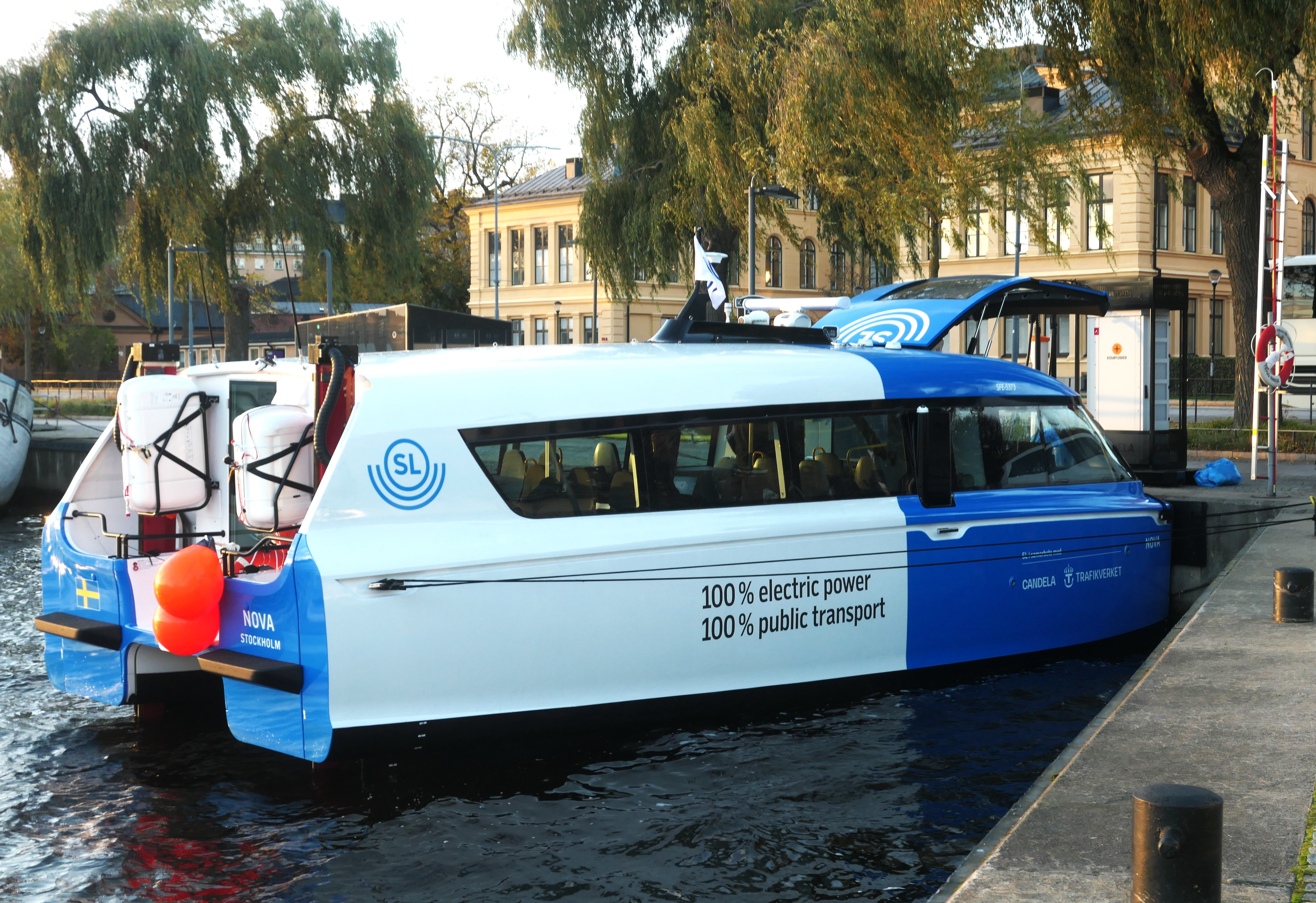
E/S Nova vid Norr Mälarstrand i Stockholm.
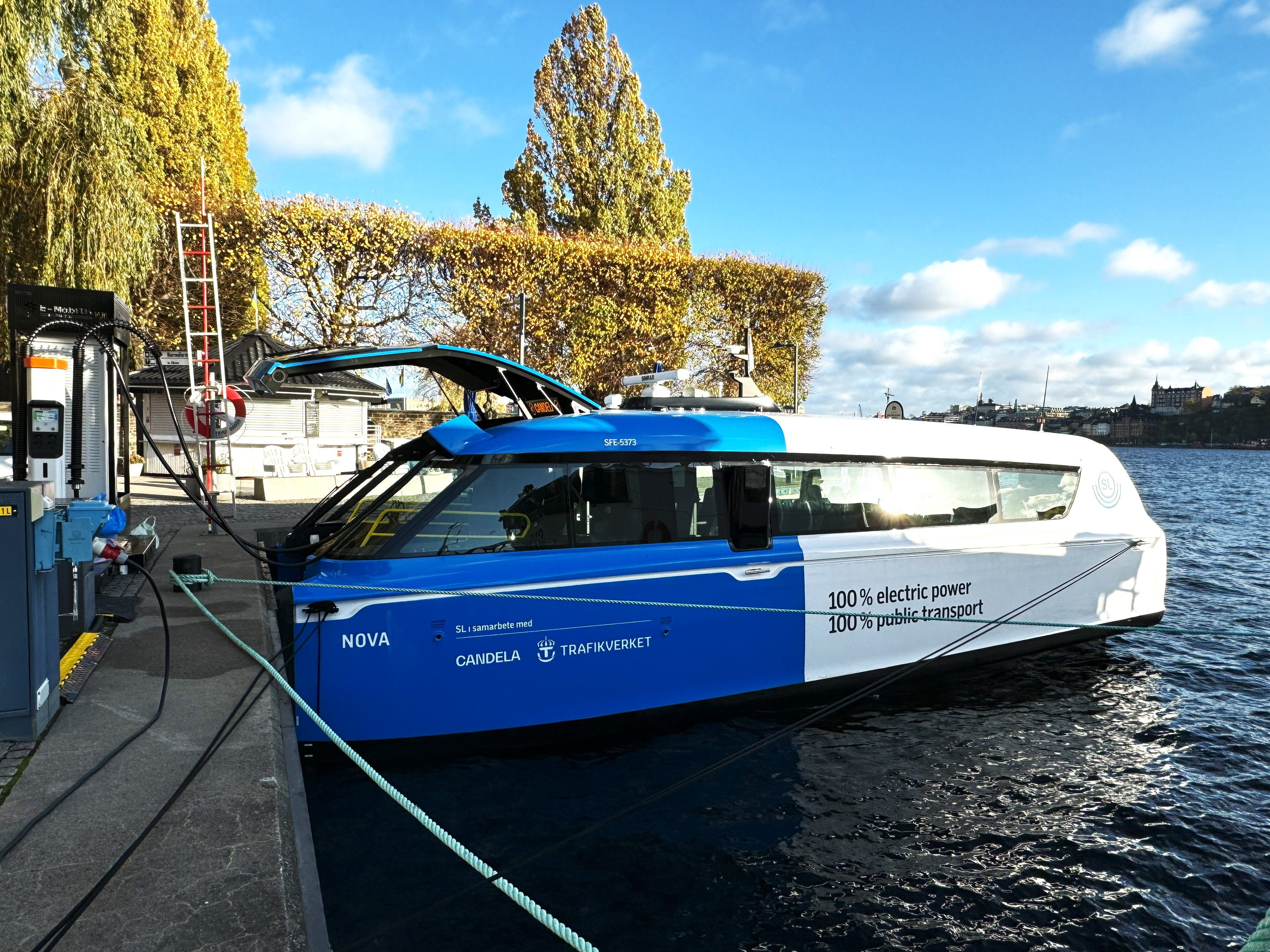
E/S Nova med stadshusparken i bakgrunden.
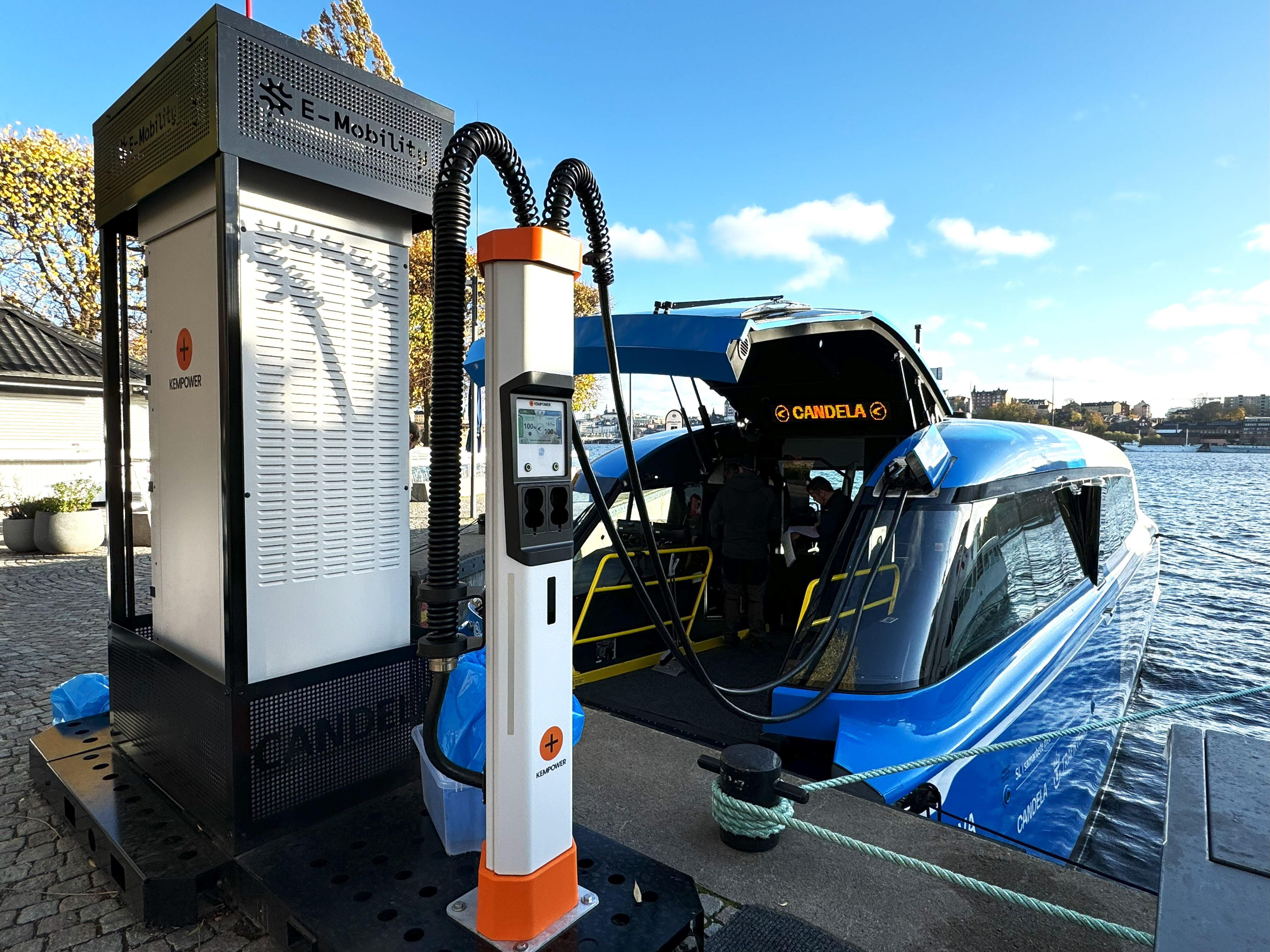
Laddstationen vid Norr Mälarstrand
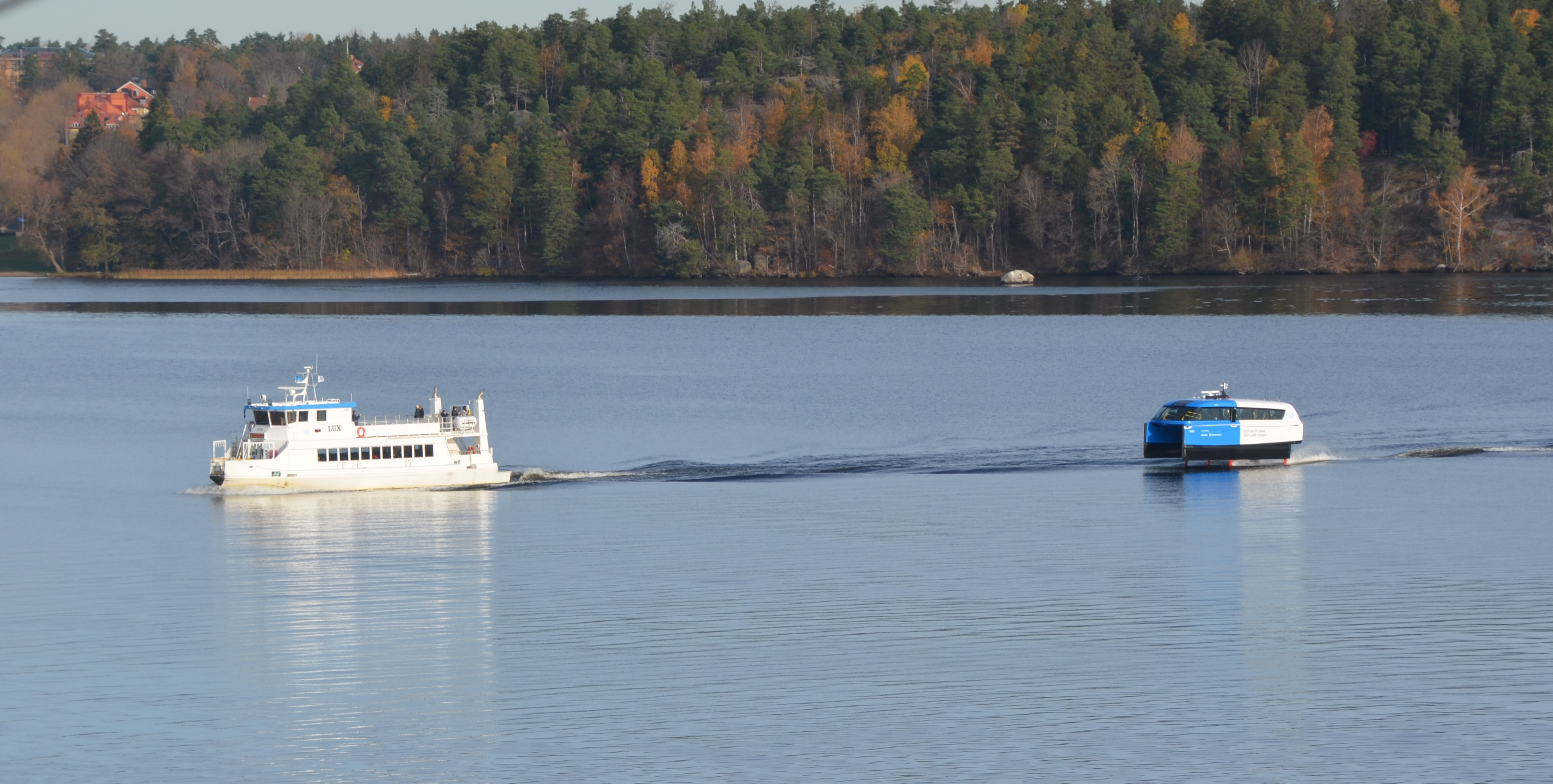
M/S Lux och E/S Nova på Pendelsbåtslinje 89 på Mälaren, utanför Brommalandet.
- Landstigning vid Klara Mälarstrand.
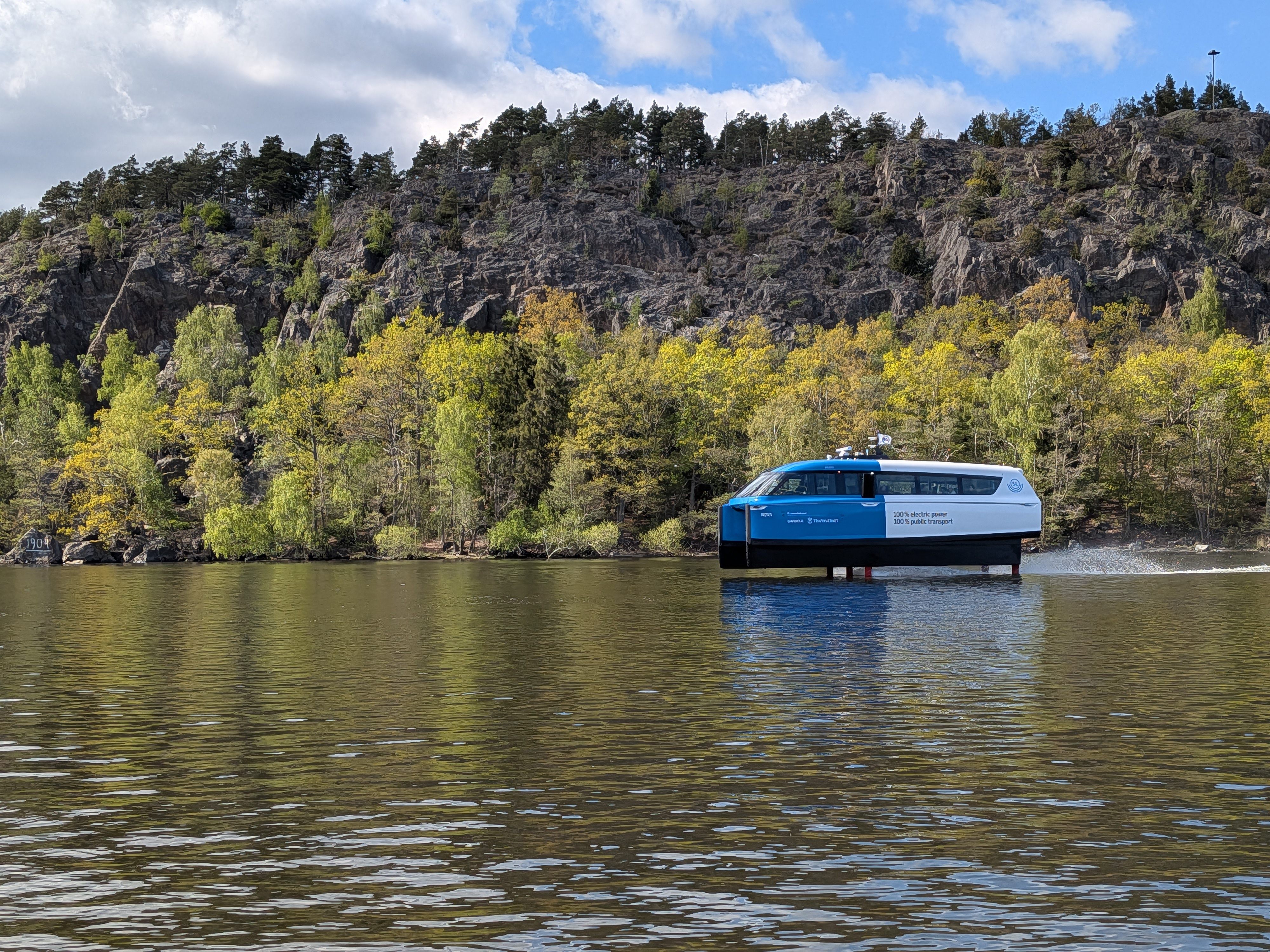
E/S Nova under färd utanför ön Kungshatt i Mälaren (11 maj 2025)